# Pokolj u Saborskom 12. studenoga 1991.
Pokolj u Saborskom je bio ratni zločin koji su počinili Srbi nad Hrvatima sela Saborskog. 
Počinile su ga snage JNA (čiju su politiku i manevre vodili Srbi; također ista je bila već sastavljena uglavnom od Srba) i srpskih paravojnih formacija (iz susjednog Plaškog), na dne 12. studenog 1991., u doba najžešćih borbi velikosrpske agresije na Hrvatsku.
Pogođeno mjesto Saborsko je, prema popisu 1991. godine, imalo 1501 stanovnika i 460 domaćinstava. Apsolutnu većinu stanovnika su činili Hrvati.
Mjesne srpske paravojne postojbe su počele s napadima na hrvatska sela 1. listopada 1991., uz vojnu potporu postrojbi JNA iz Knina. Među ostalima, Srbi su napali i Saborsko, selo smješteno nekih 10 km sjeverozapadno od Plitvičkih jezera. 
Napad je bio dijelom plana etničkog čišćenja tamošnjih područja od Hrvata i inog nesrpskog stanovništva, sve u cilju postizanja etnički čiste t.zv. "Republike Srpske Krajine", odskočne daske za daljnje napade po ostalim dijelovima Hrvatske.
Dne 12. studenoga su srpski napadači (JNA s devet vojnih zrakoplova, 43 tenka, desetak haubica i VBR-ova, te blizu 1000 pripadnika paravojnih formacija) probili obrambene crte sela Saborskog. Potom su išli od kuće do kuće i ubijali seljane, ukupno njih 29, koji nisu htjeli ili mogli napustiti selo. Sve su kuće potom opljačkane. 
Katoličku crkvu su digli u zrak, a groblje su opustošili.
Preživjeli seljani su se tri dana provlačili kroz šume sve do Bihaća u BiH, gdje su prihvaćeni. Odatle su prebačeni autobusima u Hrvatsku i smješteni s ostalim izbjeglicama po hotelima.
Sve skupa, u Saborskom su Srbi, za vrijeme svoje agresije na Hrvatsku, ubili 80 ljudi, a 160 je izozljeđivano.

## Vanjske poveznice
- Borna Marinić: Nosili su lijekove u opkoljeno Saborsko – trojica heroja poginula u zasjedi kod Plitvičkih jezera  Domovinski rat.hr. 6. rujna 2020.